# 斉藤大地
斉藤 大地（さいとう だいち、1985年11月2日 - ）は、日本の和菓子職人。 銀座もの繋ぎプロジェクト代表。

## 来歴
東京都中央区銀座 に生まれる。地元小中学校を卒業後、日本文化に興味を抱きその魅力を広めるために芸能活動をはじめ、堀越高等学校に進学した。
中央学院大学法学卒業後は、歌舞伎座路地裏に佇む100年の歴史がある老舗和菓子店「木挽町よしや」の三代目として二代目を支える。新型コロナウイルス感染症の流行によって木挽町辨松が廃業したことを契機に、苦境を街の絆で乗り越えようと、老舗商店などが物々交換を繰り返しながら街の魅力を発信する「銀座もの繋ぎプロジェクト」を発案。
2020年4月から始めた本企画は4か月で100商店以上の参加を迎え、銀座の老舗商店から大手企業、ホテル、個人デザイナーまで、さまざまな業種へと絆の輪が広がり、銀座にある企業とは積極的に企画をおこなっている。2021年からは銀座出身の宮本亞門と共に「銀座ひと繋ぎプロジェクト」が進行中である。プロジェクトは銀座にとどまらず、日本橋・浅草・鎌倉などにも広がっている。